# Aniara
Aniara (titolo originale Aniara: en revy om människan i tid och rum) è un poema fantascientifico antiutopico scritto dal premio nobel svedese Harry Martinson nel 1956. Fu pubblicato in Svezia il 13 ottobre del 1956. L'edizione italiana, di cui vennero fatte diverse traduzioni (la più recente delle quali è del 2005 a cura di Maria Cristina Lombardi) venne pubblicata col titolo Aniara: odissea nello spazio.

## Struttura e contenuto
Il poema è suddiviso in 103 canti e narra la tragedia di una nave spaziale (Aniara) che, originariamente diretta verso Marte con un carico di coloni sopravvissuti a una Terra devastata dalla distruzione, a causa di un incidente viene scaraventata al di fuori del sistema solare. All'interno della nave spaziale ha così inizio una vera e propria lotta per la sopravvivenza che vede i vari personaggi scontrarsi l'uno contro l'altro. Tutta la vicenda viene raccontata dall'autore tramite uno stile simbolico e un linguaggio spedito, dinamico e quindi innovativo per il suo tempo, che sublima in un ambiente fantascientifico le tensioni e i timori dell'uomo tra la seconda guerra mondiale e la Guerra Fredda.
I primi 29 canti furono originariamente pubblicati nella raccolta Cikada del 1953, con il titolo Sången om Doris och Mima (La Canzone di Doris e Mima). Questi trattano le vicende inerenti alla partenza dei coloni dalla Terra, la sventata collisione con un asteroide (chiamato Hondo) e l'espulsione dal sistema solare, i primi anni di crescente disperazione dovuta alla desolazione dello spazio e a una rotta sconosciuta, fino alla scoperta della distruzione del porto da cui la navicella è partita, notizia che fa presumere anche la distruzione della Terra stessa.
Martinson affermò di aver scritto il ciclo iniziale del poema come in preda ad una mania febbrile, dopo aver fatto un sogno inquietante, dovuto presumibilmente al contesto storico che l'autore stava vivendo: la Guerra Fredda e la repressione sovietica della rivoluzione ungherese del 1956. In un'altra versione del primo ciclo composto dai primi 29 canti del poema, l'autore affermò di essere stato ispirato da un'osservazione astronomica della galassia di Andromeda.
Uno dei più importanti temi esposti da Martinson riguarda la natura e la necessità dell'arte, simboleggiata dalla macchina chiamata Mima, ovvero il computer di bordo della nave spaziale, che allevia la noia dell'equipaggio e dei passeggeri dell'Aniara con il racconto di scene di tempi e luoghi lontani. Tuttavia l'allucinante condizione disperata che attanaglia i viaggiatori allenta a poco a poco i vincoli morali e spirituali: vediamo quindi gli argonauti abbandonarsi a rapporti sessuali lascivi, all'adorazione di culti esoterici, alla prevaricazione violenta.

## Opere derivate
Sul poema è basato il film Aniara - Rotta su Marte del 2018 diretto da Pella Kågerman e Hugo Lilja.